# Carlos Gabriel de Andrade
Carlos Gabriel de Andrade, primeiro e único barão de Saramenha (Ouro Preto, 6 de Julho de 1846 — Belo Horizonte, 13 de setembro de 1921), foi um negociante, industrial e político brasileiro, tendo sido eleito para o cargo de presidente da Câmara Municipal de Ouro Preto. Chegou à patente de coronel da Guarda Nacional.
Filho de Tristão Francisco Pereira de Andrade, casou-se com Francisca Lídia de Queiroga, filha de Anacleto Teixeira de Queiroga e de Jerônima Maria de Menezes.
Era oficial da Imperial Ordem da Rosa.